# Olympische Winterspiele 1998/Teilnehmer (Ukraine)
| Gelbes Symbol für Goldmedaillen mit stilisierten Olympischen Ringen | Graues Symbol für Silbermedaillen mit stilisierten Olympischen Ringen | Braundes Symbol für Bronzemedaillen mit stilisierten Olympischen Ringen |
| ------------------------------------------------------------------- | --------------------------------------------------------------------- | ----------------------------------------------------------------------- |
| —                                                                   | 1                                                                     | —                                                                       |

Die Ukraine nahm an den Olympischen Winterspielen 1998 im japanischen Nagano mit einer Delegation von 56 Athleten in zehn Disziplinen teil, davon 30 Männer und 26 Frauen. Olena Petrowa gewann mit Silber im Einzelrennen des Biathlons die einzige Medaille der ukrainischen Mannschaft.
Fahnenträger bei der Eröffnungsfeier war der Biathlet Andrij Derysemlja.

## Teilnehmer nach Sportarten

### Biathlon
Männer
- Wjatscheslaw Derkatsch
20 km Einzel: 50. Platz (1:03:14,6 h)
4 × 7,5 km Staffel: 18. Platz (1:28:57,1 h)
- Andrij Derysemlja
10 km Sprint: 45. Platz (30:33,6 min)
4 × 7,5 km Staffel: 18. Platz (1:28:57,1 h)
- Mykola Krupnyk
20 km Einzel: 63. Platz (1:05:36,3 h)
4 × 7,5 km Staffel: 18. Platz (1:28:57,1 h)
- Ruslan Lyssenko
10 km Sprint: 30. Platz (29:49,6 min)
4 × 7,5 km Staffel: 18. Platz (1:28:57,1 h)

Frauen
- Nina Lemesch
7,5 km Sprint: 21. Platz (24:39,8 min)
- Iryna Merkuschina
7,5 km Sprint: 49. Platz (25:58,6 min)
- Olena Petrowa
7,5 km Sprint: 11. Platz (24:04,5 min)
15 km Einzel: Silber  (55:09,8 min)
4 × 7,5 km Staffel: 5. Platz (1:42:32,6 h)
- Alena Subrylawa
15 km Einzel: 28. Platz (59:43,0 min)
4 × 7,5 km Staffel: 5. Platz (1:42:32,6 h)
- Tetjana Wodopjanowa
7,5 km Sprint: 19. Platz (24:23,3 min)
15 km Einzel: 24. Platz (58:45,9 min)
4 × 7,5 km Staffel: 5. Platz (1:42:32,6 h)
- Walentyna Zerbe-Nessina
15 km Einzel: 47. Platz (1:01:58,8 h)
4 × 7,5 km Staffel: 5. Platz (1:42:32,6 h)

### Bob
Männer, Zweier
- Jurij Pantschuk, Oleh Polywatsch (UKR-1)
23. Platz (3:41,82 min)

### Eiskunstlauf
Männer
- Dmytro Dmytrenko
14. Platz (20,0)
- Wjatscheslaw Sahorodnjuk
10. Platz (16,0)

Frauen
- Julija Lawrentschuk
11. Platz (16,5)
- Olena Ljaschenko
9. Platz (13,5)

Paare
- Jewhenija Filonenko & Ihor Martschenko
11. Platz (16,5)

Eistanz
- Elena Hruschyna & Ruslan Hontscharow
15. Platz (30,2)
- Iryna Romanowa & Ihor Jaroschenko
9. Platz (18,4)

### Eisschnelllauf
Männer
- Oleh Kostromitin
500 m: 35. Platz (74,46 s)
1000 m: 39. Platz (1:14,53 min)
- Serhij Pris
5000 m: 28. Platz (6:54,27 min)

Frauen
- Lesia Bilozub
500 m: 27. Platz (80,94 s)
1000 m: 28. Platz (1:21,84 min)
- Svitlana Konstantynova
1500 m: 33. Platz (2:08,76 min)
3000 m: 30. Platz (4:37,27 min)

### Freestyle-Skiing
Männer
- Serhij But
Springen: 24. Platz (in der Qualifikation ausgeschieden)
- Stanislaw Krawtschuk
Springen: 19. Platz (in der Qualifikation ausgeschieden)
- Jurij Stezko
Springen: 9. Platz (219,94)

Frauen
- Olena Juntschyk
Springen: 10. Platz (139,05)
- Julija Kljukowa
Springen: 8. Platz (153,15)
- Tetjana Kosatschenko
Springen: 4. Platz (167,32)
- Ala Zuper
Springen: 5. Platz (166,12)

### Rennrodeln
Männer, Doppelsitzer
- Ihor Urbanskyj & Andrij Muchin
7. Platz (1:41,968 min)
- Oleh Awdjejew & Danylo Pantschenko
11. Platz (1:42,688 min)

Frauen
- Lilia Ludan
16. Platz (3:27,711 min)
- Natalja Jakuschenko
11. Platz (3:26,548 min)

### Shorttrack
Männer
- Jewhen Jakowlew
500 m: 21. Platz (im Vorlauf ausgeschieden)
1000 m: 24. Platz (im Vorlauf disqualifiziert)

Frauen
- Natalija Swertschikowa
500 m: 21. Platz (im Vorlauf ausgeschieden)
1000 m: 27. Platz (im Vorlauf disqualifiziert)

### Ski Alpin
Männer
- Mykola Skrjabin
Kombination: 12. Platz (3:30,25 min)

Frauen
- Julija Charkiwska
Abfahrt: 33. Platz (1:35,60 min)
Kombination: 20. Platz (2:57,11 min)

### Skilanglauf
Männer
- Mychajlo Artjuchow
10 km klassisch: 72. Platz (31:52,8 min)
15 km Verfolgung: 52. Platz (46:28,5 min)
30 km klassisch: 29. Platz (1:41:13,0 h)
50 km Freistil: 46. Platz (2:20:59,2 h)
4 × 10 km Staffel: 12. Platz (1:44:33,9 h)
- Hennadij Nikon
10 km klassisch: 60. Platz (31:07,6 min)
15 km Verfolgung: 46. Platz (45:20,1 min)
30 km klassisch: 38. Platz (1:42:32,7 h)
4 × 10 km Staffel: 12. Platz (1:44:33,9 h)
- Mykola Popowytsch
10 km klassisch: 55. Platz (30:51,2 min)
15 km Verfolgung: Rennen nicht beendet
50 km Freistil: 50. Platz (2:22:48,0 h)
4 × 10 km Staffel: 12. Platz (1:44:33,9 h)
- Oleksandr Sarownyj
10 km klassisch: Rennen nicht beendet
30 km klassisch: 44. Platz (1:43:26,2 h)
50 km Freistil: 43. Platz (2:11:34,8 h)
4 × 10 km Staffel: 12. Platz (1:44:33,9 h)
- Oleksandr Uschkalenko
30 km klassisch: 48. Platz (1:44:15,7 h)
50 km Freistil: 57. Platz (2:27:09,1 h)

Frauen
- Olena Hajassowa
5 km klassisch: 41. Platz (19:18,2 min)
10 km Verfolgung: 30. Platz (31:51,9 min)
15 km klassisch: Rennen nicht beendet
30 km Freistil: 27. Platz (1:31:01,0 h)
4 × 5 km Staffel: 9. Platz (57:54,8 min)
- Maryna Pestrjakowa
5 km klassisch: 40. Platz (19:17,6 min)
10 km Verfolgung: 36. Platz (32:18,7 min)
15 km klassisch: 23. Platz (50:45,6 min)
4 × 5 km Staffel: 9. Platz (57:54,8 min)
- Walentyna Schewtschenko
5 km klassisch: 19. Platz (18:47,5 min)
10 km Verfolgung: 20. Platz (30:38,8 min)
15 km klassisch: 11. Platz (49:12,9 min)
30 km Freistil: 14. Platz (1:28:20,0 h)
4 × 5 km Staffel: 9. Platz (57:54,8 min)
- Hanna Slipenko
30 km Freistil: Rennen nicht beendet
- Iryna Taranenko-Terelja
5 km klassisch: 11. Platz (18:17,2 min)
10 km Verfolgung: 4. Platz (28:40,1 min)
15 km klassisch: 4. Platz (48:10,2 min)
30 km Freistil: 8. Platz (1:25:22,3 h)
4 × 5 km Staffel: 9. Platz (57:54,8 min)

### Skispringen
- Wolodymyr Hlywka
Normalschanze: 47. Platz (nicht für den 2. Sprung qualifiziert)
Großschanze: 29. Platz (168,5)
- Ljubym Kohan
Normalschanze: 56. Platz (nicht für den 2. Sprung qualifiziert)
Großschanze: 61. Platz (nicht für den 2. Sprung qualifiziert)
- Iwan Koslow
Normalschanze: 31. Platz (nicht für den 2. Sprung qualifiziert)
Großschanze: 36. Platz (nicht für den 2. Sprung qualifiziert)